# Сказка о попе и о работнике его Балде (мультфильм, 1973)
«Сказка о попе и о работнике его Балде» — рисованный советский мультипликационный фильм и музыкальное представление по мотивам одноимённой сказки-новеллы (1830) Александра Сергеевича Пушкина. Создан на киностудии «Союзмультфильм» в 1973 году.
Реплики всех героев мультфильма являются фрагментами оригинальной сказки, положенными на музыку Анатолия Быканова, в исполнении Олега Анофриева.

## Сюжет
В этом мультфильме рассказывается о жадном попе, который пришёл на базар, чтобы перехитрить торговцев и попробовать некоторые товары. Пока он это делал, на базар пришёл с медведем парень Балда, напевающий песню «Шёл удалой молодец». Встретив Балду, поп тут же решил сэкономить и нанял его в работники за три щелчка по лбу в год. Работал Балда вместе с медведем усердно, близилось время расплаты, а попу становилось всё страшнее. Из-за жадности попа Балда ночевал на соломе. Однажды попу приснилось, как он то пнул Балду ногой, то загнал его в колодец. Но когда Балда стал множиться у попа на глазах, тот от испуга улетает и просыпается. Попадья подсказала мужу средство, как избавиться от такого бедства, и супруги начали веселиться. Послал поп своего работника к морю, собирать с чертей оброк. Но Балда не растерялся, перехитрил чертей, принёс попу оброк и стал расплаты требовать. Сев на мешок с оброком, поп подставляет лоб Балде, и последний учинил такую расправу, что поп улетел, и от него остался сапог. После улёта попа все удивились, разинув пошире рот, а над сапогом некоторые посмеялись.

## Создатели
- Авторы сценария: Ирина Крякова, Инесса Ковалевская
- Режиссёр: Инесса Ковалевская
- Художник-постановщик: Борис Акулиничев
- Композитор: Анатолий Быканов
- Звукооператоры: Николай Данилин, Владимир Кутузов
- Оператор: Михаил Друян
- Монтажёр: Изабелла Герасимова
- Художники-мультипликаторы:
  - Олег Сафронов
  - Олег Комаров
  - Виталий Бобров
  - Александр Горленко
  - Виктор Лихачёв
  - Виолетта Колесникова
  - Николай Фёдоров
- Художники-декораторы: Ирина Троянова, Елена Танненберг
- Ассистенты: Светлана Скребнёва, Зоя Кредушинская
- Редактор: Аркадий Снесарев
- Директор картины: Фёдор Иванов
- …Поёт один за всех: Олег Анофриев

## Мультфильмы по сказкам А. С. Пушкина
- 1950 — «Сказка о рыбаке и рыбке»
- 1951 — «Сказка о мёртвой царевне и о семи богатырях»
- 1967 — «Сказка о золотом петушке»
- 1973 — «Сказка о попе и о работнике его Балде»
- 1984 — «Сказка о царе Салтане»